# Шафран
Шафра́н (лат. Crocus) — род многолетних клубнелуковичных травянистых растений семейства Ирисовые, или Касатиковые (Iridaceae). В литературе по декоративному цветоводству встречается заимствованное латинское название кро́кус.

## Ботаническое описание

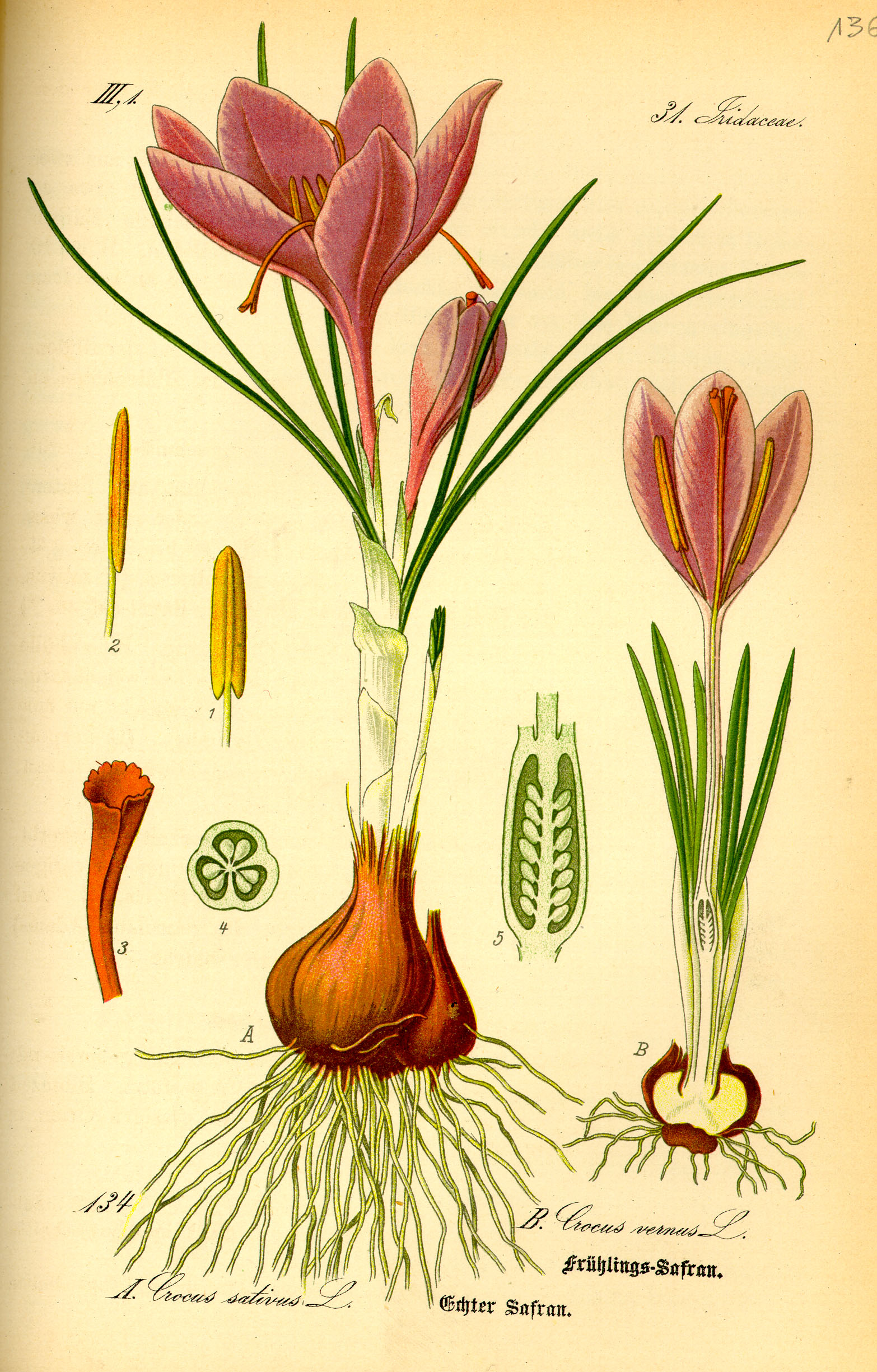
Шафран весенний.

Его клубнелуковицы достигают 3 см в диаметре, округлые или сплюснутые, одеты чешуями, дают пучок корневых мочек, строение и окраска которых варьируются у различных видов.
Стебель не развивается.
Листья прикорневые, линейные, охвачены снизу влагалищными чешуями, появляются во время или после цветения.
Цветки одиночные, иногда 2-3 из одной клубнелуковицы, окружены плёнчатыми чешуями. Околоцветник крупный, длинно воронковидный, отгиб венчика состоит из 6 долей, переходящих в длинную цилиндрическую трубочку. Тычинки прикреплены к зеву околоцветника, короче него; нити короткие; пыльники прямостоячие, линейные, обыкновенно длиннее нитей. Столбик нитевидный с тремя рыльцами.
Плоды — трёхгнёздные коробочки, семена мелкие, угловатые.
Период цветения — весна либо осень (у различных видов).
По окраске цветков виды делятся на две группы: жёлтоцветковые (окраска от жёлтой до оранжевой) и синецветковые (окраска от светло-сиреневой до тёмно-фиолетовой); встречаются и альбиносные формы — часто у синецветковых, реже у жёлтоцветковых.

## Распространение и экология
Ареал включает Средиземноморье (включая Южную Европу и Северную Африку), Центральную Европу, Малую Азию, Ближний Восток и Центральную Азию вплоть до Западного Китая, встречаясь в различных биотопах — степях, лугах (в том числе высокогорных), лесах.
Требует открытого солнечного местоположения и проницаемой почвы.

## Хозяйственное значение и применение
Шафран (крокус) используется в качестве декоративного растения, цветёт рано весной или поздно осенью.
Высушенные рыльца цветков шафрана посевного (Crocus sativus L.) с глубокой древности используются как пряность.
Рыльца шафрана посевного, прекрасного (Crocus speciosus M.Bieb.), Палласа (Crocus pallasii Goldb.) и алатавского (Crocus alatavicus Regel et Semen.) содержат жёлтое красящее вещество кроцин, которое используется в пищевой промышленности в качестве натурального жёлтого красителя для сыров, ликёров, сливочного масла и некоторых видов безалкогольных напитков. Известен в Греции с раннего Средневековья. Краситель добавлялся непосредственно в темперное связующее: порошкообразный краситель смешивали с яичным желтком и широко использовали для иллюстрирования рукописей. Из шафрана с белком делали также золотистый лак для придания поверхности олова золотого оттенка — имитации золотого листа.
Согласно некоторым исследованиям, шафран может предотвратить развитие некоторых форм рака, использоваться при депрессии и СДВГ.
Возможно, у шафрана есть свойства, позволяющие замедлять потерю зрения у пожилых людей. Данные свойства растения только начинают изучать.

## Классификация

### Таксономия
Род Шафран входит в подсемейство Crocoideae семейства Ирисовые (Iridaceae) порядка Спаржецветные (Asparagales).
|  |                                      |  |                                                             |                                                             |                    |  | ещё 24 семейства (согласно Системе APG II) | ещё 24 семейства (согласно Системе APG II)   |                                              |  |                    |  | ещё около 30 родов | ещё около 30 родов |  |
|  |                                      |  |                                                             |                                                             |                    |  | ещё 24 семейства (согласно Системе APG II) | ещё 24 семейства (согласно Системе APG II)   |                                              |  |                    |  | ещё около 30 родов | ещё около 30 родов |  |
|  |                                      |  |                                                             | порядок Спаржецветные                                       |                    |  |                                            |                                              | подсемейство Crocoideae                      |  |                    |  |                    |                    |  |
|  |                                      |  |                                                             | порядок Спаржецветные                                       |                    |  |                                            |                                              | подсемейство Crocoideae                      |  | около 80-100 видов |  |                    |                    |  |
|  | отдел Цветковые, или Покрытосеменные |  |                                                             |                                                             | семейство Ирисовые |  |                                            |                                              | род Шафран                                   |  |                    |  |                    |                    |  |
|  | отдел Цветковые, или Покрытосеменные |  |                                                             |                                                             |                    |  |                                            |                                              |                                              |  |                    |  |                    |                    |  |
|  |                                      |  | ещё 44 порядка цветковых растений (согласно Системе APG II) | ещё 44 порядка цветковых растений (согласно Системе APG II) |                    |  |                                            | ещё 4 подсемейства (согласно Системе APG II) | ещё 4 подсемейства (согласно Системе APG II) |  |                    |  |                    |                    |  |
|  |                                      |  |                                                             | ещё 44 порядка цветковых растений (согласно Системе APG II) |                    |  |                                            |                                              | ещё 4 подсемейства (согласно Системе APG II) |  |                    |  |                    |                    |  |

### Виды
Классификация рода Шафран в течение последних двух столетий пересматривалась несколько раз. Первая классификация (A. Haworth 1809) была основана на опушённости венчиков цветков, однако этот признак оказался слишком вариабельным, что делало классификацию ненадёжной. В 1829 г. (J. Sabine) была предложена классификация на основании строения оболочки клубнелуковицы и наличия или отсутствия обёртки у основания стрелки. В 1886 английский ботаник Джордж Мау развил классификацию, разделив род Шафран на два подрода: Involucrati (с обёрткой у основания стрелки) и Nudiflori (без обёртки); виды далее разделяются по секциям в зависимости от особенностей оболочек клубнелуковицы.
В 1982 году Брайан Мэтью опубликовал модифицированную схему классификации Мау, в которой род Шафран делится на подроды Crocus и Crociris (единственный представитель — Crocus banaticus). Подрод Crocus поделён на секции Crocus и Nudiscapus, делящиеся, в свою очередь, на серии (series):
1. Подрод Crocus
A. Секция Crocus
Серия Crocus
- Crocus asumaniae B.Mathew & T.Baytop
- Crocus cartwrightianus Herb. — Крокус Картрайта

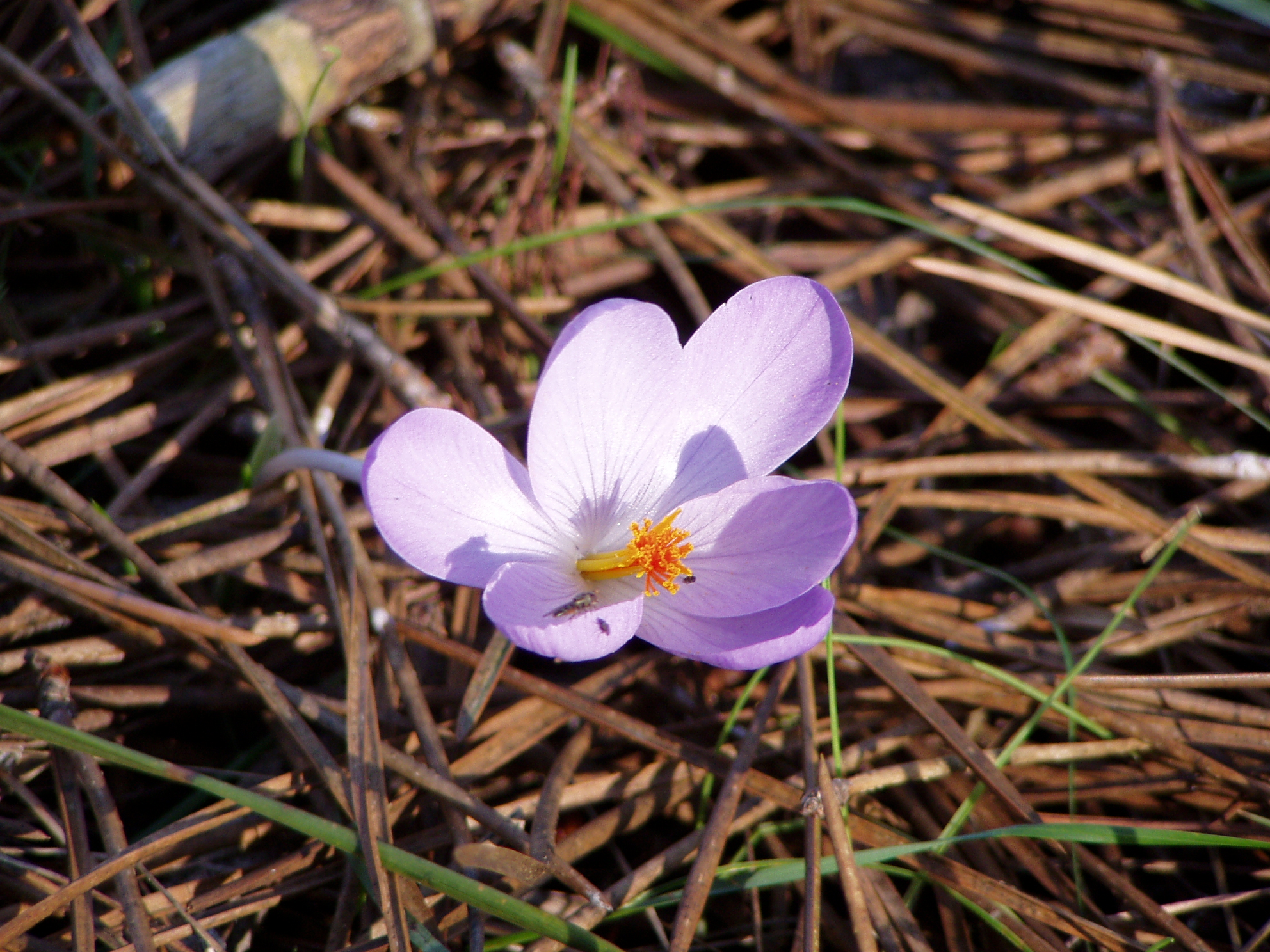
Шафран поздний (Crocus serotinus) подвид clusii

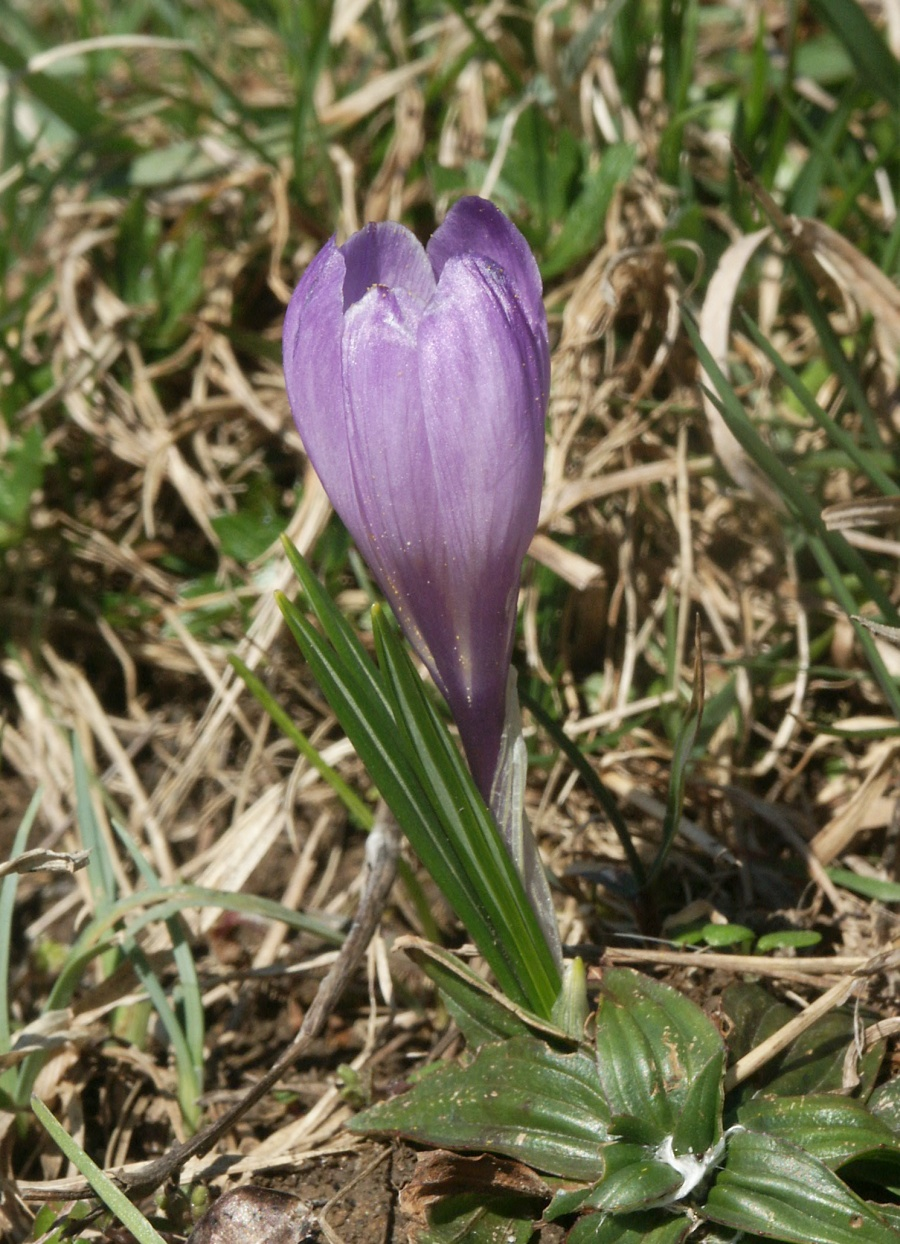
Шафран весенний (Crocus vernus) подвид vernus

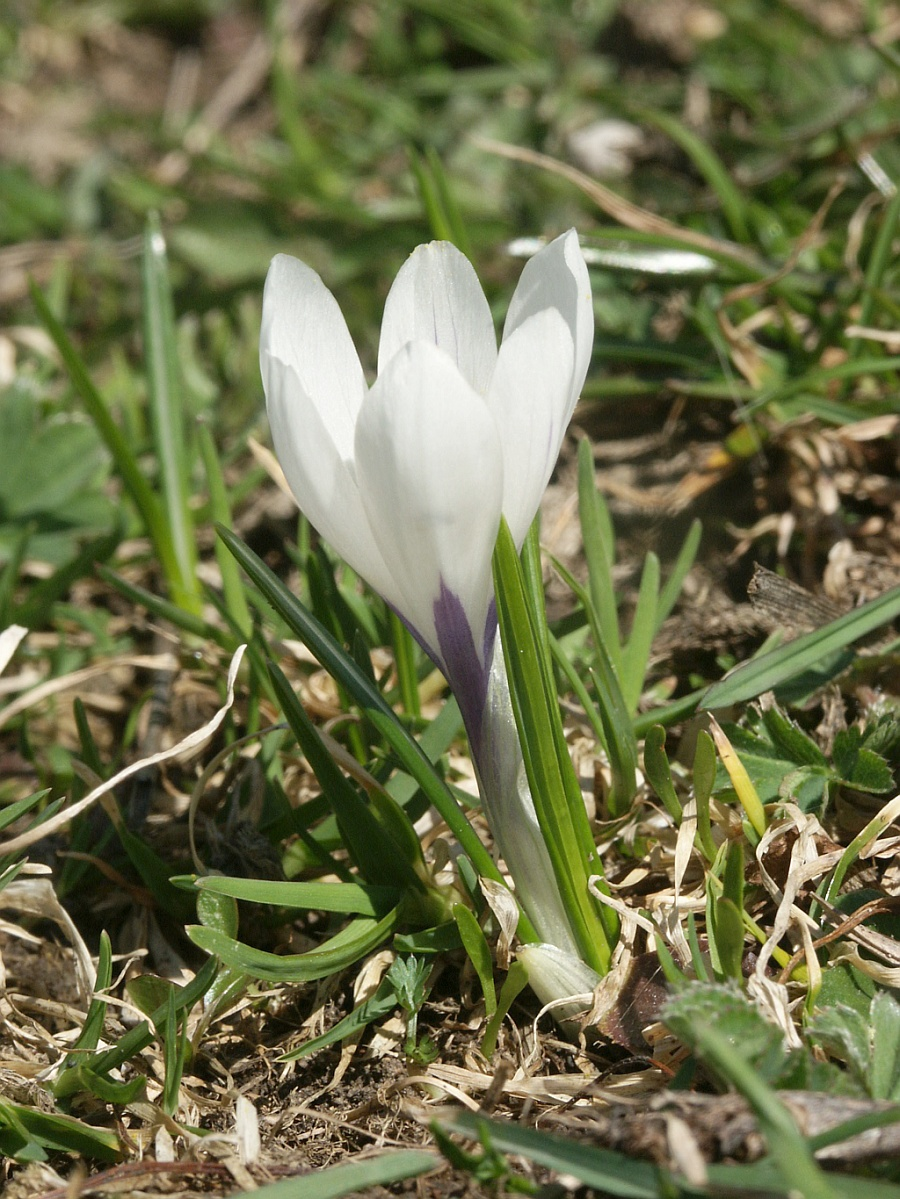
Шафран весенний (Crocus vernus) подвид albiflorus

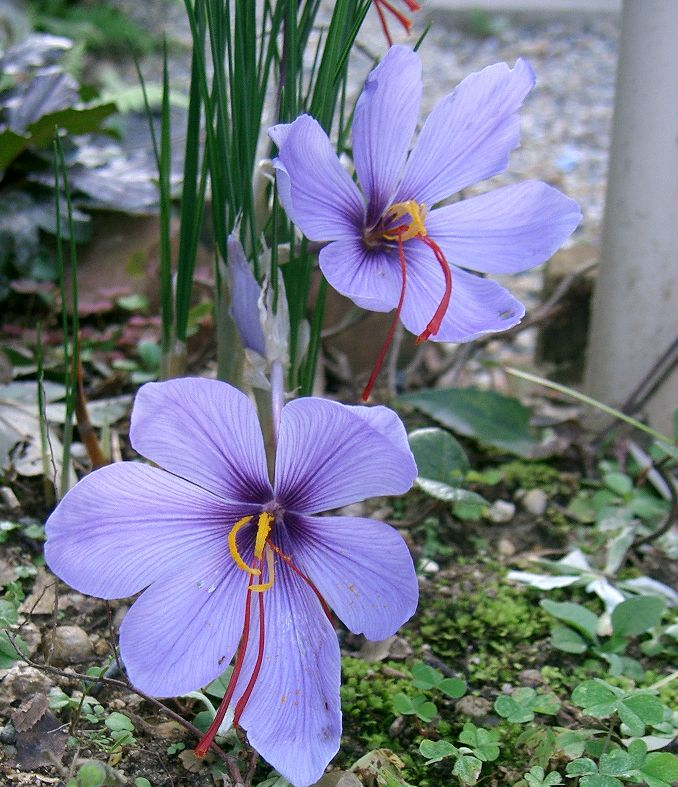
Крокус посевной (Crocus sativus)

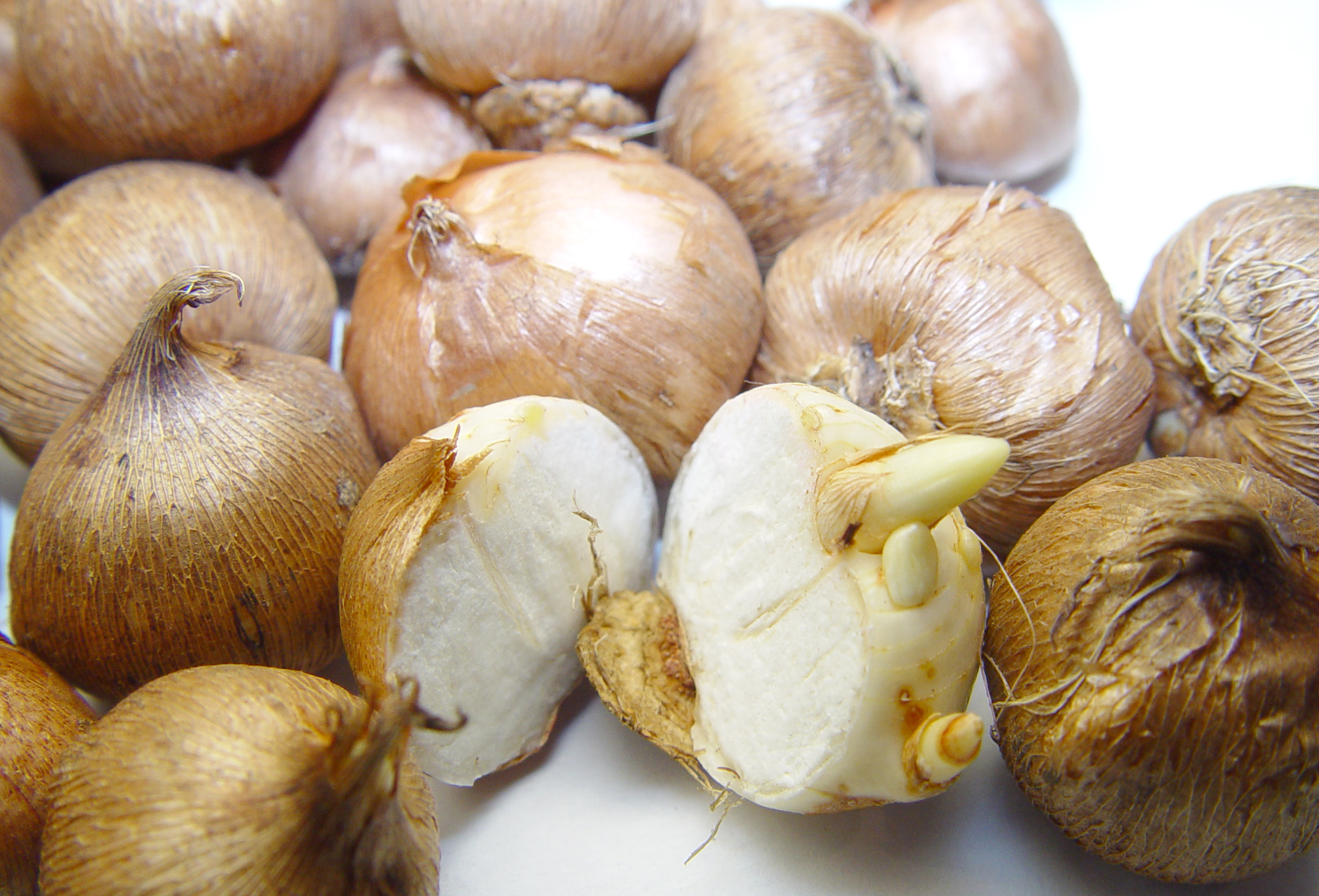
Клубнелуковицы Крокус Зибера|крокуса Зибера (Crocus sieberi)

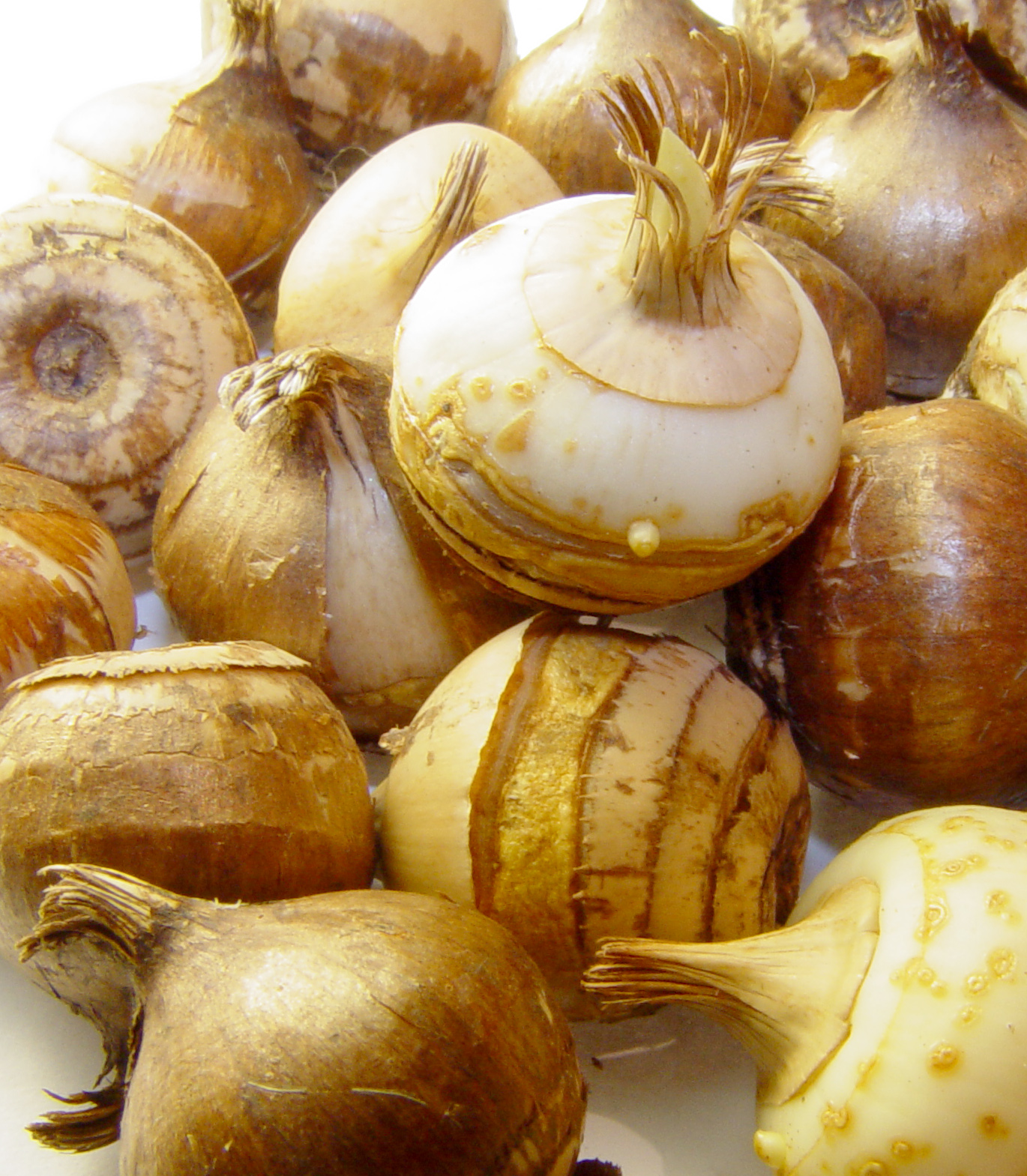
Клубнелуковицы Шафран золотистый|шафрана золотистого (Crocus chrysanthus)

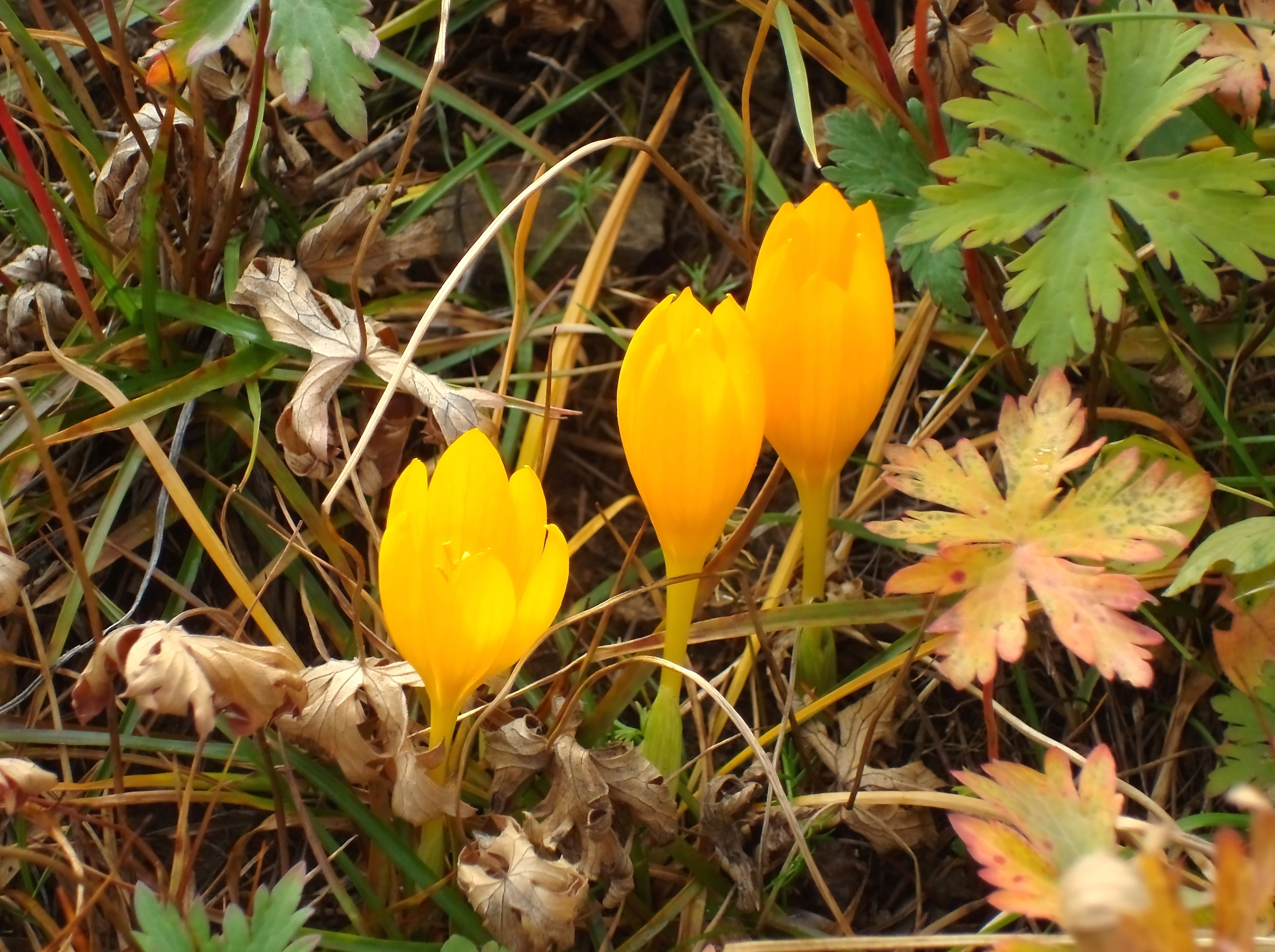
Шафран Шарояна (Crocus scharojanii)

- Crocus sativus L. — Шафран посевной, считается гибридом вида Crocus cartwrightianus
- Crocus hadriaticus Herb.
- Crocus mathewii H.Kemdorff & E.Pasche
- Crocus moabiticus Bornm. & Dinsmore ex Bornm.
- Crocus oreocreticus B.L.Burtt
- Crocus pallasii Goldb. — Шафран Палласа, или Крокус Палласа
- Crocus thomasii Ten.

Серия Kotschyani
- Crocus autranii Albov. — Шафран Отрана
- Crocus gilanicus B.Matthew
- Crocus karduchorum Kotschy ex Maw — Крокус кардухорский
- Crocus kotschyanus K.Koch — Шафран Кочи
- Crocus ochroleucus Boiss. & Gaill.
- Crocus scharojanii Rupr. — Шафран Шарояна, или Крокус Шарояна
- Crocus vallicola Herb. — Шафран долинный

Серия Longiflori
- Crocus goulimyi Turrill — Крокус Гулими
- Crocus longiflorus Raf. — Шафран длинноцветный
- Crocus medius Balb. — Крокус средний
- Crocus niveus Bowles
- Crocus nudiflorus Smith.
- Crocus serotinus Salisb. — Шафран поздний

Серия Scardici
- Crocus pelistericus Pulevic
- Crocus scardicus Kos.

Серия Verni
- Crocus baytopiorum Mathew
- Crocus etruscus Parl. — Шафран этрусский
- Crocus kosaninii Pulevic
- Crocus tommasinianus Herb. — Шафран Томазини
- Crocus vernus (L.) Hill — Шафран весенний

Серия Versicolores
- Crocus cambessedesii J.Gay
- Crocus corsicus Vanucchi ex Maw — Крокус корсиканский
- Crocus imperati Ten.
- Crocus malyi Vis. — Крокус Маля
- Crocus minimus DC. — Шафран наименьший
- Crocus versicolor KerGawl.

B. Секция Nudiscapus
Серия Aleppici
- Crocus aleppicus Baker
- Crocus boulosii Greuter
- Crocus veneris Tappein ex Poech

Серия Biflori
- Crocus adanensis T.Baytop & B.Mathew
- Crocus aerius Herb.
- Crocus almehensis C.D.Brickell & B.Mathew
- Crocus biflorus Mill. — Шафран двухцветковый (Crocus tauricus (Trautv.) Puring. — Шафран крымский)
- Crocus caspius Fischer & Meyer — Шафран каспийский
- Crocus chrysanthus Herb. — Шафран золотистый
- Crocus cyprius Boiss. & Kotschy
- Crocus danfordiae Maw
- Crocus hartmannianus Holmboe
- Crocus kerndorffiorum Pasche
- Crocus leichtlinii (Dewar) Bowles
- Crocus paschei H.Kerndorff
- Crocus pestalozzae Boiss.
- Crocus wattiorum B.Mathew

Серия Carpetani
- Crocus carpetanus Boiss. & Reut.
- Crocus nevadensis Amo.

Серия Flavi
- Crocus antalyensis Mathew
- Crocus candidus E.D.Clarke
- Crocus flavus Weston — Шафран жёлтый
- Crocus graveolens Boiss. & Reut.
- Crocus hyemalis Boiss. & Blanche
- Crocus olivieri J.Gay
- Crocus vitellinus Wahl.

Серия Intertexti
- Crocus fleischeri Gay. — Крокус Флейшера

Серия Laevigatae
- Crocus boryi J.Gay
- Crocus laevigatus Bory & Chaub.
- Crocus tournefortii Gay.

Серия Orientales
- Crocus alatavicus Semenova & Reg. — Шафран алатавский, или Крокус алатавский
- Crocus korolkowii Regel ex Maw — Шафран Королькова
- Crocus michelsonii B.Fedtsch. — Шафран Михельсона

Серия Reticulati
- Crocus abantensis T.Baytop & B.Mathew
- Crocus ancyrensis (Herb.) Maw — Шафран анкарский
- Crocus angustifolius Weston — Шафран узколистный
- Crocus cancellatus Herb.
- Crocus cvijicii Kos.
- Crocus dalmaticus Vis. — Крокус далматский
- Crocus gargaricus Herb.
- Crocus hermoneus Kotschy ex Maw
- Crocus reticulatus Steven ex Adams — Шафран сетчатый
- Crocus robertianus C.D.Brickell
- Crocus rujanensis Randjel. & D.A.Hill
- Crocus sieberi J.Gay — Крокус Зибера
- Crocus sieheanus Barr ex B.L.Burtt

Серия Speciosi
- Crocus pulchellus Herb. — Крокус хорошенький
- Crocus speciosus M.Bieb. — Шафран прекрасный

2. Подрод Crociris
- Crocus banaticus J.Gay — Шафран банатский

## Выращивание
Шафраны выращивают в открытом грунте и в горшках. Для выращивания в горшках рекомендуется земляная смесь, состоящая из 50 % компоста, 40 % крупного песка (до 5 мм в диаметре) или мелкого гравия, 10 % перлита и костной муки.

## Сорта
Международным органом регистрации (ICRA) новых сортов является Royal General Bulb Growers' Association (KAVB). Сайт ассоциации включает базу данных по зарегистрированным сортам.
- Crocus 'Golden Yellow'
- Crocus 'Blue Pearl'
- Crocus 'Prins Claus'

## В астрономии
В честь шафрана (крокуса) назван астероид (1220) Крокус, открытый 11 февраля 1932 года немецким астрономом Карлом Райнмутом в Гейдельбергской обсерватории.

## Интересные факты
С 1842 года (и вновь с 2000-го) шафран является центральной фигурой герба Моздока.